# Nidaros domprosteri

Prosterier i Nidaros stift. Det svarta området på kartan är Nidaros domprosteri.

Nidaros domprosteri (norska: Nidaros domprosti) är ett kontrakt (prosteri, norska: prosti) i Nidaros stift inom Norska kyrkan. Kontraktet omfattar de centrala delerna av staden Trondheim (Lade, Lademoen, Midtbyen, Ilen) i Trondheims kommun i Trøndelag fylke i mellersta Norge.

## Socknar
Nidaros domprosteri består av tre socknar (norska: sokn eller sogn), samtliga inom Trondheims kyrkliga samfällighet (norska: kirkelige fellesråd):
- Bakklandet og Lademoens socken
- Lade socken
- Nidaros domkyrkas socken